# Walter Dunz
Walter Dunz (* 19. September 1886 in Stuttgart; † 1963) war ein deutscher Finanzbeamter.

## Werdegang
Nach dem Besuch des Gymnasiums in Stuttgart studierte er Rechtswissenschaft an den Universitäten in Tübingen und Berlin. Er war Mitglied der musischen Studentenverbindung AMV Stochdorphia Tübingen im SV. Die I. Prüfung für den höheren Justizdienst in Württemberg legte er 1908 in Tübingen ab, 1912 in Stuttgart die Staatsprüfung für den höheren Finanzdienst. 1927 trat er in den württembergischen Staatsdienst ein. Von 1928 bis 1933 war er stellvertretender Reichsratsbevollmächtigter in Steuersachen.
Nach Ende des Zweiten Weltkriegs war er ab 1945 Ministerialrat in der Zentralverwaltung der Württembergischen Landesverwaltung der Finanzen, später bis zu seiner Pensionierung am 30. Juni 1952 Ministerialdirektor im Finanzministerium des Landes Württemberg-Baden.
Dunz war ab 1947 Vorsteher der Württembergischen Landessparkasse, von 1949 bis 1953 Aufsichtsratsvorsitzender der Württembergischen Bank in Stuttgart und von 1953 an der Handels- und Gewerbebank in Heilbronn.
Daneben war er Abgeordneter zum evangelischen Landeskirchentag.

## Ehrungen
- 1952: Verdienstkreuz (Steckkreuz) der Bundesrepublik Deutschland
- 1958: Großes Verdienstkreuz der Bundesrepublik Deutschland